# Dominic Scott Kay
Dominic Scott Kay, född 6 maj 1996 i Los Angeles i Kalifornien, är en amerikansk före detta barnskådespelare, entreprenör och sångare. Han har bland annat gjort den amerikanska originalrösten till griskultingen Wilbur i filmen Min vän Charlotte från 2006, samt medverkat i filmen Pirates of the Caribbean: Vid världens ände från 2007, i rollen som Henry Turner (son till Will Turner och Elizabeth Swann). Han har också medverkat i säsong 5 av det amerikanska The Voice.

## Filmografi (i urval)

### Filmer
- 2002 – Minority Report
- 2005 – Loverboy
- 2006 – Vilddjuren (röstroll)
- 2006 – Min vän Charlotte (röstroll)
- 2006 – Air Buddies – Valpgänget på äventyr (röstroll)
- 2007 – Pirates of the Caribbean: Vid världens ände
- 2008 – Snow Buddies – Valpgänget i Alaska

### TV-serier
- 2002 – Power Rangers Wild Force (TV-serie)
- 2006 – Brottskod: Försvunnen (TV-serie)
- 2007 – NCIS (TV-serie)
- 2009 – House (TV-serie)